# Korondi Péter
Korondi Péter (Sopron, 1960. december 20. –) magyar villamosmérnök, illetve mechatronikai mérnökként tevékenykedő egyetemi tanár. A Magyar Tudományos Akadémia doktora (2008). Az IEEE és IFAC nemzetközi szervezetek önkéntese és különböző pozíciókban megválasztott vezetőségi tagja. Mestere és mentora Nagy István volt.

## Életpályája
1980–1984 között a Budapesti Műszaki Egyetemen egy abban az időben működő kiscsoportos tehetséggondozó programjának keretében négy év alatt szerezte meg a szokásosan öt év alatt elnyerhető okleveles villamosmérnöki diplomát.1984–1986 között a Ganz Árammérőgyár fejlesztőmérnöke volt. 1986–ban visszatért a BME Elektrotechnika tanszékére, ahol tanársegédként kezdett el dolgozni, majd 1995-ben adjunktusi és 1997-ben docensi kinevezést kapott. Közben 1993–1995 között a Tokiói Egyetemen tanult. Japán kollégaival szoros szakmai kapcsolata megmaradt a hazatérése után is. A covid időszakot leszámítva hosszabb-rövidebb időre minden évben kilátogatott Japánba és japán kollégái is rendszeresen meglátogatták őt Magyarországon. Több japán post-doktort és alkotói szabadságát (angolul sabbatical)  töltő professzort látott vendégül egy-egy szemeszterre.  2004-től norvég kutatókkal is szoros kapcsolatot épített ki és több sikeres pályázatot valósítottak meg. 1996-ban PhD. fokozatot szerzett a Budapesti Műszaki és Gazdaságtudományi Egyetemen. 2008-ban a Magyar Tudományos Akadémia doktora lett és ennek következményeként 2009-ben megkapta az egyetemi tanári kinevezését. 2008- 2011 között részmunkaidőben az MTA SZTAKI Rendszer- és irányításelméleti laboratóriumán belül a Kognitív informatika kutató csoport tudományos tanácsadó volt. A Japánban megszerzett mechatronikai ismereteit a BME Mechatronika, Optika és Gépészeti Informatika Tanszékén kamatoztatta, amelynek tanszélvezetője volt 2013 és 2019 között. 2021 óta a Debreceni Egyetem egyetemi tanára.

## Munkássága
Kutatási területe a mozgásszabályozás, a virtuális telemanipuláció és a szociális robotika. Több mint 400 tudományos közlemény szerzője.  A Ganz Árammérőgyárban az indukciós fogyasztásmérők mágneses körének számítására egy új számítási és identifikációs módszert dolgozott ki. A skinhatást egy nem lineáris karakterisztikájú mágneses impedancia bevezetésével vette figyelembe, amely komplex értékét fluxus és mágneses térerősség mérés segítségével identifikálta. E számításaival magyarázatott talált az előtte több évtizede megoldatlan ún. fordított kanál problémára, amely lényege, hogy bizonyos esetekben a fogyasztásmérő nem volt behangolható úgy, hogy a mérési hibája a kis terhelési tartományban is a szabvány által előírt értékek között maradjon. A BME-re visszatérve egy ipari megbízás kapcsán teljesítményelektronikával kezdett el foglalkozni. Kidolgozott egy Park-vektorokon alapuló új csúszómód szabályozási módszert aszimmetrikusan terhelt háromfázisú inverterek számára. Japán ösztöndíja alatt érdeklődése a mechatronika irányába fordult, és megalkotott egy ugyancsak csúszómódon alapuló súrlódáskompenzáló eljárást, melyet Japánban 20 szabadságfokú érzékelő kesztyűhöz és mikromanipulátorhoz alkalmaztak. Az akkori kutatói vélekedéssel szembe menve kísérletileg igazolta, hogy a lengésre (összegerjedésre) hajlamos rendszerek esetén is alkalmazható a nagyfrekvenciás gerjesztést előállító csúszómód szabályozás egy jól megtervezett állapotmegfigyelő beiktatásával. Japánból hazatérve magyar és nemzetközi együttműködésben robotok etológiai indíttatású viselkedésével foglalkozott. Legfontosabb eredménye MOGI Robi, a gazdájához kötődési viselkedés mintát mutató robot. Az ELTE Etológiai Tanszékkel együttműködve a célkitűzésük akkor az volt, hogy egy robot úgy tudjon szociálisan beilleszkedni a család életébe, mint egy kutya. Ezt az elképzelésüket a Chat GPT megjelenése teljesen felülírta. Az ember-robot interakció mintája az etológiai megközelítéstől egyre inkább ember-ember típusú pszichológiai indíttatású kommunikáció irányába tolódott el. Az ilyen kutatásoknak kedvez a Debreceni Egyetem, ahol mérnökök, informatikusuk, pszichológusok és matematikusok az egyetem keretein belül együtt tudnak működni.
Több mint tíz doktorandusza kapott tudományos fokozatot Magyarországon, Japánban és Norvégiában.

## Családja
Szülei: Korondi Imre és Csendes Katalin voltak. 1987-ben házasságot kötött Csővári Ibolya közgazdásszal. Két fiuk született: Brúnó (1989) és Zénó (1992).

## Díjai
- Bolyai János Kutatási Ösztöndíj (1998–2000)
- Széchenyi István-ösztöndíj (2001–2004)
- Mestertanár Aranyérem (2007)[5]
- Bolyai-plakett (2009)
- A Magyar Érdemrend tisztikeresztje (2016)